# Ecorregión terrestre pampas semiáridas
La ecorregión terrestre pampas semiáridas (en inglés Semi-arid Pampas) (NT0806) es una georregión ecológica que se extiende por las llanuras del centro de la Argentina.
Se la incluye entre los pastizales, sabanas, y matorrales templados del neotrópico de la ecozona Neotropical.

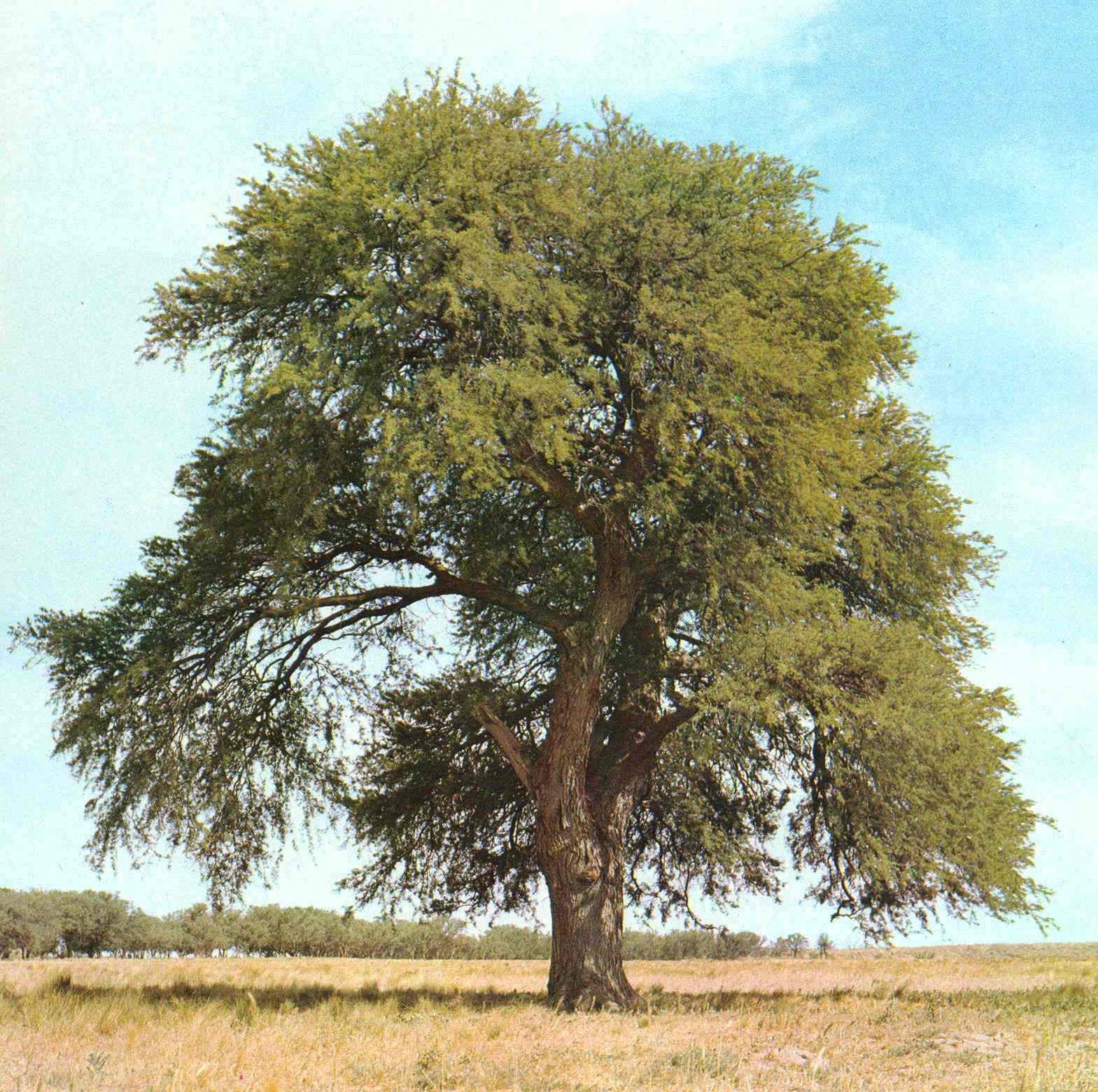
El árbol más importante de esta ecorregión es el caldén.

## Distribución

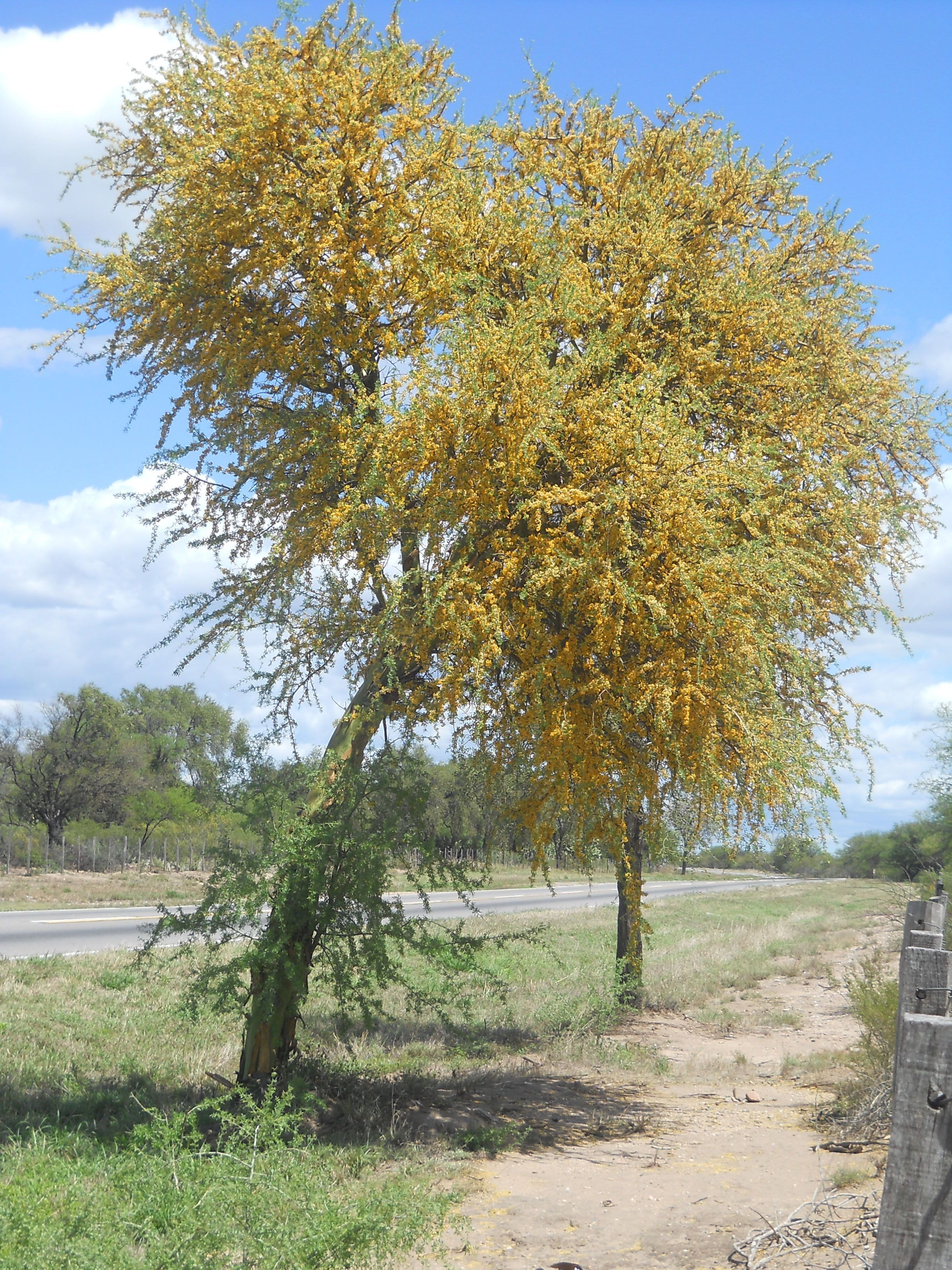
El Chañar es un árbol abundante en el área occidental y central de esta ecorregión.

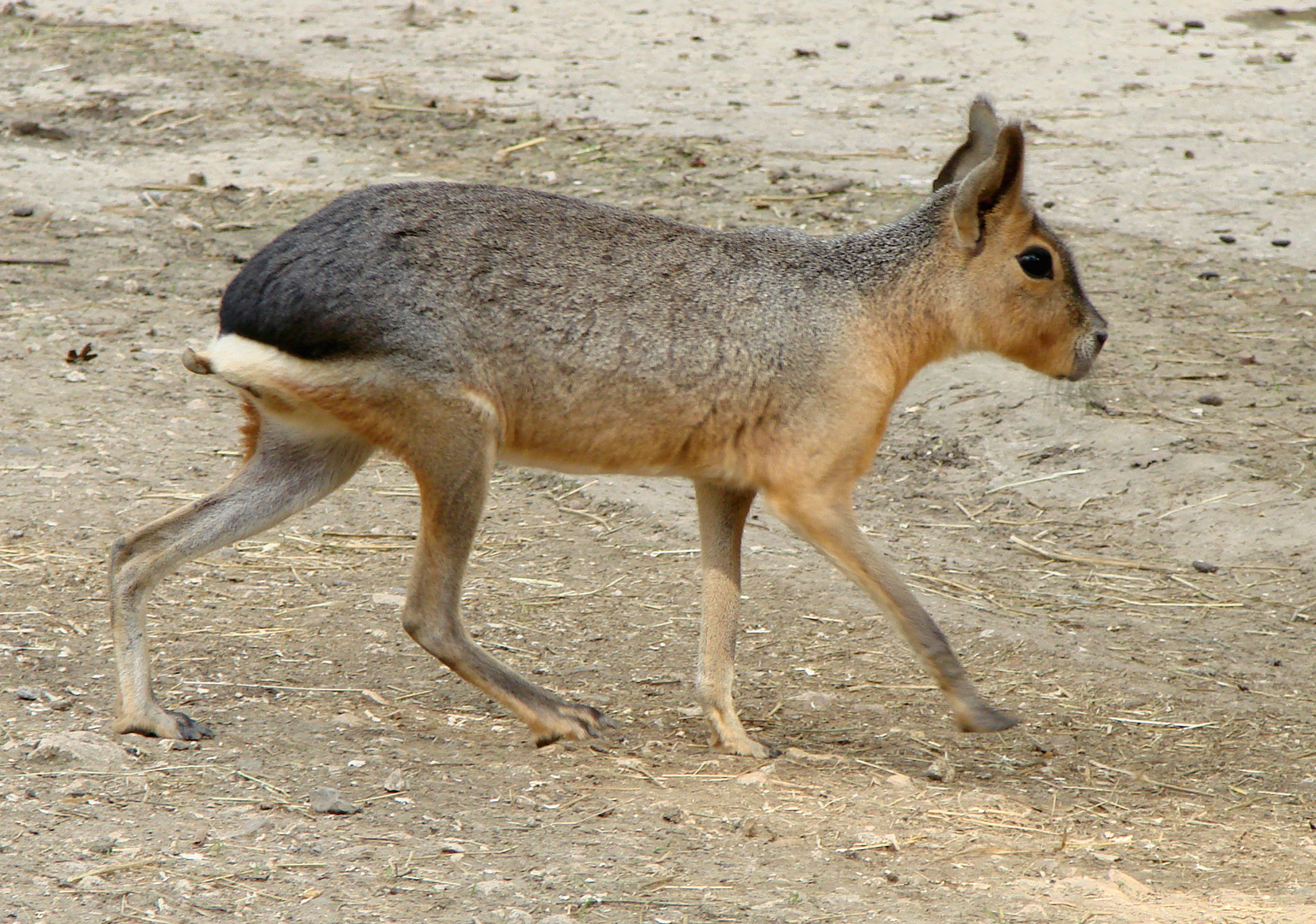
La mara es una especie común en esta ecorregión.

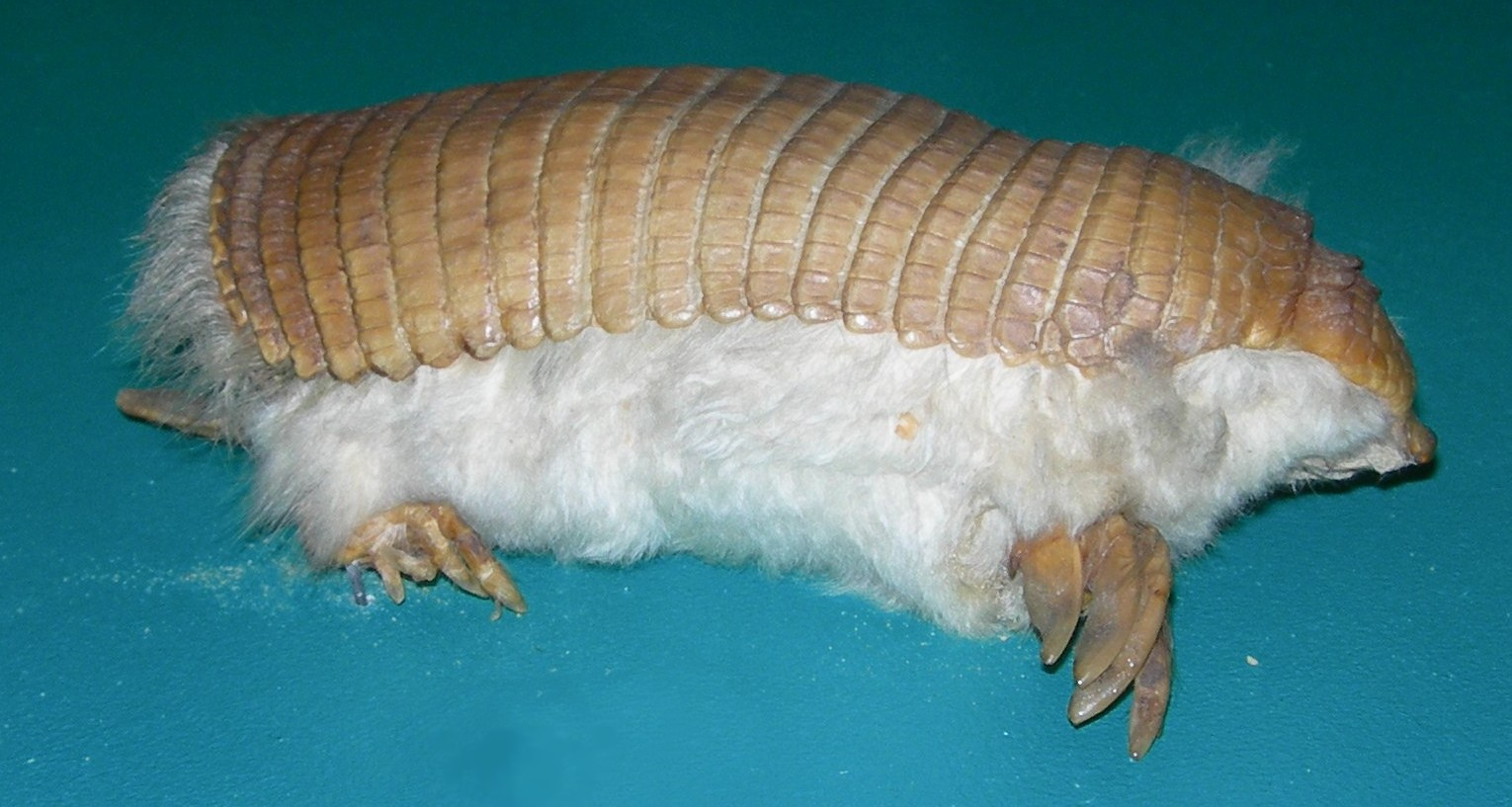
El pichiciego menor o pichiciego pampeano es una especie endémica de esta ecorregión.

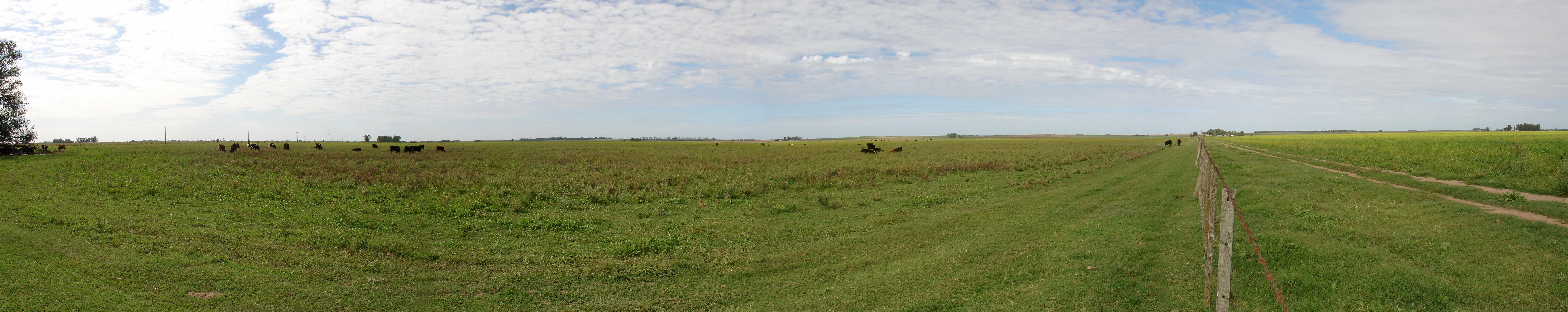
Panorámica del pastizal presente en las cercanías de Winifreda, departamento Conhelo, La Pampa, Argentina; ecorregión terrestre pampa semiárida.

Esta ecorregión se distribuye, de manera exclusiva, en el centro de la Argentina, desde el nivel marino hasta 1200 m s. n. m., en las provincias de: Córdoba —en el sur y sudeste—; centro y sur de San Luis; gran parte de La Pampa; amplios sectores del oeste de Buenos Aires y porciones marginales del este de Mendoza, y noreste de Río Negro. Posiblemente también en el extremo sudoeste de Santa Fe.

## Características geográficas
El ecosistema natural, hoy muy alterado por cultivos, eran dilatados pastizales, estepas arbustivas, y bosques xerófilos.

## Características biológicas

### Flora
Esta ecorregión no se corresponde con una unidad fitogeográfica particular. El sector este muestra formaciones de estepas y praderas, en su mayor parte salpicadas de lagunas, y bañados, y pertenece al distrito fitogeográfico pampeano occidental de la provincia fitogeográfica pampeana. 
El sector central, funcionando como eje aglutinador de la ecorregión, presenta bosques xerófilos dominados por especies arbóreas del género Prosopis, y se incluye en el distrito fitogeográfico del caldén, de la provincia fitogeográfica del espinal, dentro del dominio fitogeográfico chaqueño. 
El sector occidental de la ecorregión se incluye en el distrito fitogeográfico del monte de llanuras y mesetas de la provincia fitogeográfica del monte. Presenta formaciones arbustivas, en su mayor parte, con predominancia de zigofiláceas arbustivas, en especial del género Larrea, asociadas con Prosopis arbustivos. También se encuentran desiertos esteparios abiertos, tanto sammófilos como halófilos.

### Fauna
Entre la fauna característica se encuentra el guanaco austral (Lama guanicoe guanicoe), el puma pampeano (Puma concolor cabrerae), la mara, y destaca especialmente el pichiciego menor, una especie endémica de esta ecorregión, siendo la especie más pequeña de la familia Dasypodidae.